# 埃内斯托·福尔门蒂
埃内斯托·福尔门蒂（義大利語：Ernesto Formenti，1927年8月2日—1989年10月5日），意大利男子拳击运动员。他曾代表意大利参加1948年夏季奥林匹克运动会拳击比赛，获得男子羽量级金牌。